# Monsters de Cleveland

Logo de l'équipe de 2007 à 2016 (Lac Érié).

Logo de l'équipe de 2016 à 2023 (Cleveland).

Les Monsters de Cleveland sont une franchise professionnelle de hockey sur glace de la Ligue américaine de hockey en Amérique du Nord. Ils commencent à jouer lors de la saison de 2007-2008 dans le Quicken Loans Arena de Cleveland dans l'état de l'Ohio.

## Histoire
Il est annoncé le 16 mai 2006 que les Grizzlies de l'Utah se déplacent à Cleveland après l'achat de la franchise par Dan Gilbert, propriétaire de l'équipe de basket-ball des Cavaliers de Cleveland. Le 25 janvier 2007, le nom de l'équipe est annoncé en tant que « Monsters du lac Érié ». Ce nom fait référence à Bessie, une créature supposée vivre dans le lac Érié, qui apparaît sur le logo de la franchise. L'équipe remporte sa première victoire lors de son septième match, le 20 octobre 2007 chez les Crunch de Syracuse.
Après avoir été affiliés à l'Avalanche du Colorado durant huit saisons, les Monsters annoncent en avril 2015 leur affiliation aux Blue Jackets de Columbus, équipe évoluant dans le même État.
Les Monsters remportent la Coupe Calder en 2016 après avoir battu les Bears de Hershey en finale 4 matchs à 0. Oliver Bjorkstrand est sacré meilleur joueur des séries. Le 9 août 2016, l'équipe change de nom pour devenir les « Monsters de Cleveland ».

## Statistiques
| Saison    | PJ | V  | D  | DP | DTB | BP  | BC  | Pts | Classement           | Séries éliminatoires |
| --------- | -- | -- | -- | -- | --- | --- | --- | --- | -------------------- | --- |
| 2007-2008 | 80 | 26 | 41 | 6  | 7   | 209 | 276 | 65  | 6e division Nord     | Non qualifiés |
| 2008-2009 | 80 | 34 | 38 | 3  | 5   | 199 | 218 | 76  | 6e division Nord     | Non qualifiés |
| 2009-2010 | 80 | 34 | 37 | 1  | 8   | 234 | 257 | 77  | 6e division Nord     | Non qualifiés |
| 2010-2011 | 80 | 44 | 28 | 3  | 5   | 223 | 206 | 96  | 2e division Nord     | 3-4 Moose du Manitoba |
| 2011-2012 | 76 | 37 | 29 | 3  | 7   | 189 | 210 | 84  | 3e division Nord     | Non qualifiés |
| 2012-2013 | 76 | 35 | 31 | 3  | 7   | 211 | 220 | 80  | 3e division Nord     | Non qualifiés |
| 2013-2014 | 76 | 32 | 33 | 1  | 10  | 200 | 235 | 75  | 4e division Nord     | Non qualifiés |
| 2014-2015 | 76 | 35 | 29 | 8  | 4   | 211 | 240 | 82  | 4e division Midwest  | Non qualifiés |
| 2015-2016 | 76 | 43 | 22 | 6  | 5   | 211 | 188 | 97  | 2e division Centrale | 3-0 IceHogs de Rockford 4-2 Griffins de Grand Rapids 4-0 Reign d'Ontario 4-0 Bears de Hershey Champions de la Coupe Calder |
| 2016-2017 | 76 | 39 | 29 | 4  | 4   | 195 | 198 | 86  | 5e division Centrale | Non qualifiés |
| 2017-2018 | 76 | 25 | 41 | 7  | 3   | 190 | 258 | 60  | 7e division Centrale | Non qualifiés |
| 2018-2019 | 76 | 37 | 29 | 8  | 2   | 232 | 234 | 84  | 4e division Nord     | 3-1 Crunch de Syracuse 0-4 Marlies de Toronto                                                                              |
| 2019-2020 | 62 | 24 | 31 | 5  | 2   | 159 | 192 | 55  | 8e division Nord     | Séries annulées à cause de la pandémie de Covid-19                                                                         |
| 2020-2021 | 29 | 16 | 10 | 1  | 2   | 101 | 86  | 35  | 2e division Centrale | Séries annulées à cause de la pandémie .                                                                                   |
| 2021-2022 | 76 | 28 | 35 | 8  | 5   | 207 | 262 | 69  | 7e division Nord     | Non qualifiés |

## Personnalités

### Entraîneurs
- Joe Sacco (2007-2009)
- David Quinn (2009-2012)
- Dean Chynoweth (2012-2015)
- Jared Bednar (2015-2016)
- John Madden (2016-2019)
- Mike Eaves (2019-2022)
- Trent Vogelhuber (Depuis 2022)

### Capitaines
- Mark Rycroft (2007-2008)
- Wyatt Smith (2008)
- Brian Willsie (2008-2010)
- David Liffiton (2010-2012)
- Bryan Lerg (2012-2014)
- Brian Sutherby (2013)
- Bruno Gervais (2014-2015)
- Ryan Craig (2015-2017)
- Nathan Gerbe (2018-2019)
- Zac Dalpe (2019-)

## Records d'équipe

### En une saison
- Buts: 30 - Andrew Agozzino (2014-2015)
- Aides: 50 - T.J. Hensick (2009-2010)
- Points: 70 - T.J. Hensick (2009-2010) et Ben Walter (2010-2011)
- Minutes de pénalité: 215 - Daniel Maggio (2014-2015)
- Buts encaissés par partie: 2,11 - Cédrick Desjardins
- % Arrêt:  93,2 % - Cédrick Desjardins

### En carrière
- Buts: 67 - Andrew Agozzino
- Aides: 98 - Andrew Agozzino
- Points: 165 - Andrew Agozzino
- Minutes de pénalité: 522 - Daniel Maggio
- Victoires de gardien: 60 - Calvin Pickard
- Blanchissages: 13 - Tyler Weiman
- Nombre de parties: 225 - Andrew Agozzino